# كاثرين آدامز (محامية)
كاثرين آدامز (بالإنجليزية: Katherine L. Adams)‏ (و. 1964  م) هي محامية من الولايات المتحدة، ولدت في نيويورك.

## التعليم
تعلمت في جامعة براون، وكلية الحقوق في جامعة شيكاغو ‏.